# Sekundærrute 167
Sekundærrute 167 er en rutenummereret landevej på Fyn.
Landevejen strækker sig fra Odense S til Svendborg.
Rute 167 har en længde på ca. 44 km.